# Kopčany (okres Skalica)
Kopčany jsou slovenská obec na moravsko-slovenském pomezí jižně od Hodonína. Žije zde přibližně 2 600 obyvatel.
První záznam o dvoru Kopchany pochází z roku 1392. V roce 1736 se majitelem stal císař František Lotrinský, manžel Marie Terezie. V obci žili také rodiče Tomáše Garrigua Masaryka (jeho otec odsud pocházel).
Od roku 2019 jsou Kopčany se sousední obcí Mikulčice v Česku propojeny lávkou přes řeku Moravu. Ta je určená pro pěší a cyklisty a představuje přeshraniční propojení Kopčany – Mikulčice.

## Pamětihodnosti
- Kopčanský hřebčín nechal postavit koncem čtyřicátých let 18. století František Štěpán Lotrinský. Byl to první hřebčín v Uhrách.
- Kostelík sv. Margity z Antiochie. Podle archeologických výzkumů zveřejněných v listopadu 2004 se zdá, že kostelík sv. Margity z Antiochie je nejstarším křesťanským kostelíkem ve střední Evropě a památkou Velkomoravské říše. Kostelík má rozměry asi 9 × 5 metrů. V roce 2004 byly totiž u kostela objeveny tři hroby, ve kterých byly objeveny dva pozlacené bronzové knoflíky (gombíky) a náušnice z 9. století, tedy z období Velkomoravské říše. Protože podle archeologů hroby vznikly po dostavění kostela, tak kostelík pochází také nejpozději z 9. století. Kostel se zachoval v původní podobě asi z 80 %.
- Kostel sv. Štefana Kráľa je jednolodní stavba, jejíž současný vzhled pochází z let 1862–1863 po přestavbě staršího barokního kostela.